# Lorcan Hanafin

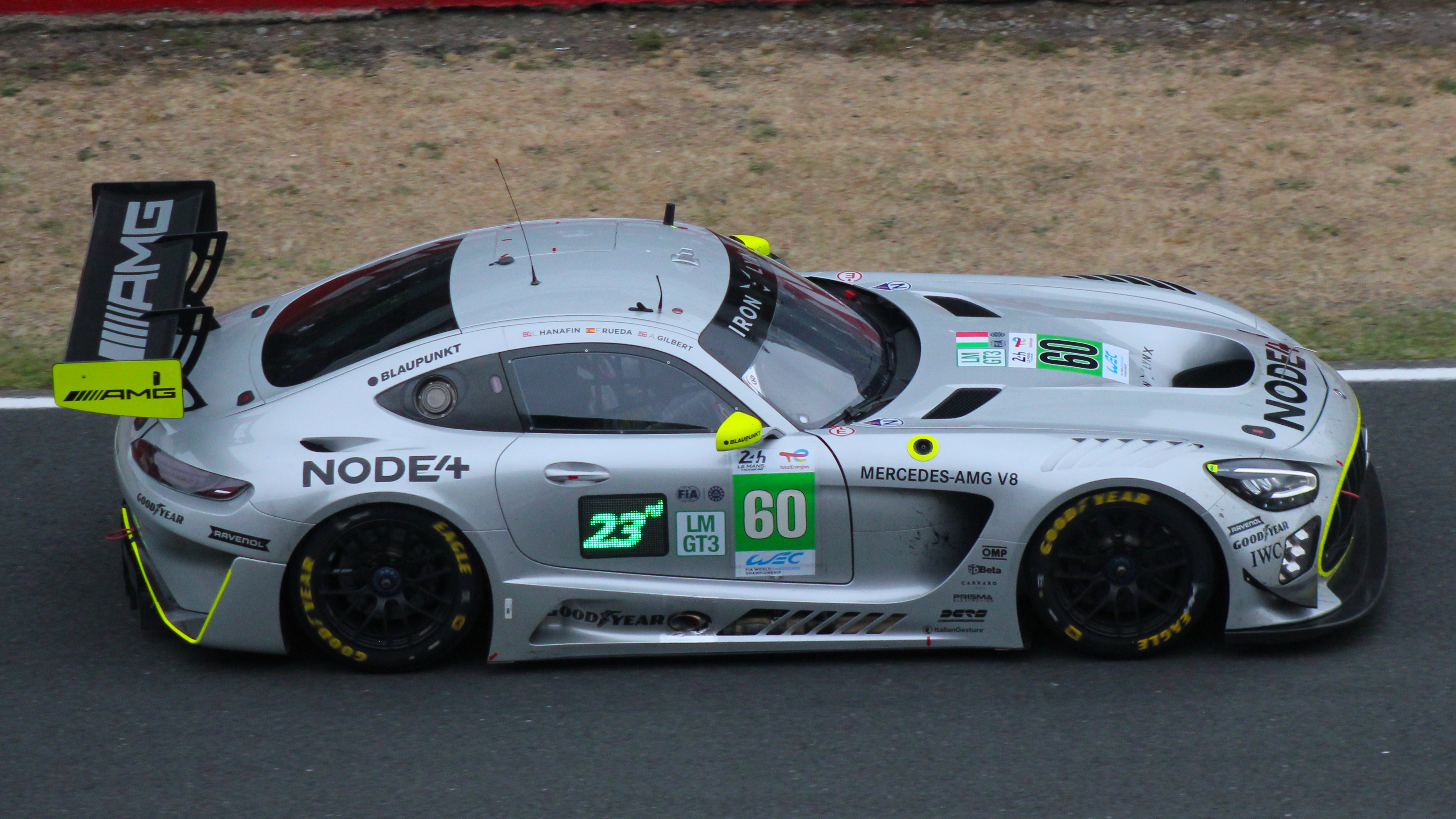
Der von Lorcan Hanafin beim 24-Stunden-Rennen von Le Mans 2025 gefahrene Mercedes-AMG LMGT3

Lorcan Hanafin (* 5. Dezember 2002 in Ilkley) ist ein britischer Autorennfahrer. 

## Karriere als Rennfahrer
Lorcan Hanafin kam über den Kartsport in den Renault-Clio-Markenpokal, wo er den britischen Cup 2017 als Vierter der Schlusswertung beendete. Sein größter Erfolg in dieser ersten Phase seiner Karriere war der zweite Endrang im Porsche Carrera Cup Großbritannien 2021.
Ab der Rennsaison 2023 war Lorcan Hanafin in der Asian Le Mans Series und European Le Mans Series aktiv. Er fuhr unter anderem einen Mercedes-AMG LMGT3 von Iron Lynx und wechselte mit dem Team 2025 in die FIA-Langstrecken-Weltmeisterschaft, wo er auch sein Debüt beim 24-Stunden-Rennen von Le Mans gab. Eine Zielankunft verhinderte eine defekte Lichtmaschine. 

## Statistik

### Le-Mans-Ergebnisse
| Jahr | Team      | Fahrzeug           | Teamkollege    | Teamkollege | Platzierung | Ausfallgrund  |
| ---- | --------- | ------------------ | -------------- | ----------- | ----------- | ------------- |
| 2025 | Iron Lynx | Mercedes-AMG LMGT3 | Andrew Gilbert | Fran Rueda  | Ausfall     | Lichtmaschine |

### Einzelergebnisse in der FIA-Langstrecken-Weltmeisterschaft
| Saison | Team      | Rennwagen          | 1   | 2   | 3   | 4   | 5   | 6   | 7   | 8   |
| ------ | --------- | ------------------ | --- | --- | --- | --- | --- | --- | --- | --- |
| 2025   | Iron Lynx | Mercedes-AMG LMGT3 | KAT | IMO | SPA | LEM | SAO | AUS | FUJ | BAH |
| 2025   | Iron Lynx | Mercedes-AMG LMGT3 |     |     |     | DNF | 32  |     |     |     |